# Onchidium daemelli
Onchidium daemelli is een slakkensoort uit de familie van de Onchidiidae. De wetenschappelijke naam van de soort is voor het eerst geldig gepubliceerd in 1885 door Semper.